# Teresa Cremisi

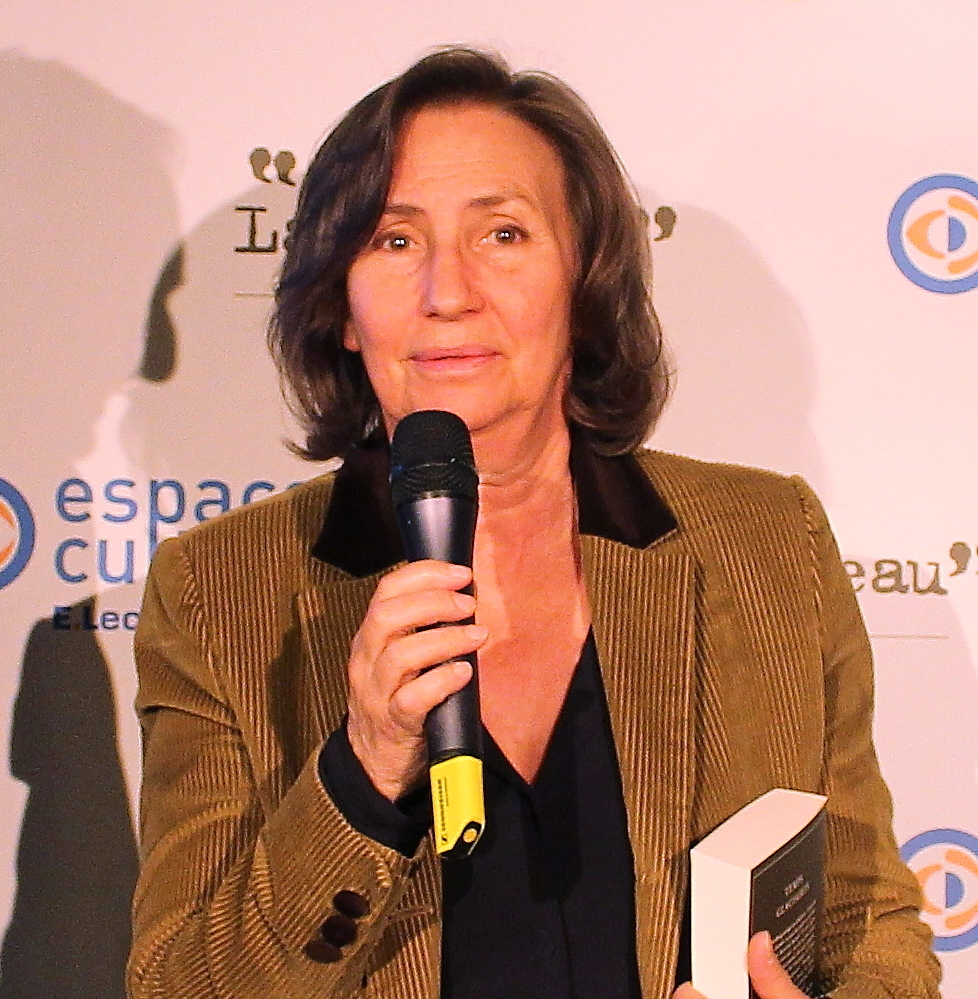
Teresa Cremisi (2015)

Teresa Cremisi (* 7. Oktober 1945 in Alexandria) ist eine italienisch-französische Verlegerin und Schriftstellerin.

## Leben
Cremisi und ihre Familie verließen Ägypten nach der Sueskrise 1956 und siedelten sich in Mailand an. Dort studierte sie an der Università Commerciale Luigi Bocconi.
Sie arbeitete von 1963 bis 1989 in unterschiedlichen Positionen für den italienischen Verlag Garzanti. Zwischen 1989 und 2005 leitete sie den französischen Verlag Gallimard, danach war sie bis 2015 Vorsitzende der Verlagsgruppe Flammarion. Sie ist Verlegerin von Michel Houellebecq und taucht als Nebenfigur in dessen Roman Karte und Gebiet auf.
Im Jahr 2015 veröffentlichte Cremisi ihren ersten Roman „La Triomphante“ (Die Triumphierende, bis 2019 nicht ins Deutsche übersetzt), für den sie 2016 mit dem Prix Méditerranée ausgezeichnet wurde. Im selben Jahr wurde ihr, als „eine[r] der Schlüsselfiguren in Italien und Frankreich“, in Ascona der nach Enrico Filippini benannte Preis zuerkannt.
Seit 2019 ist sie Mitglied des Verwaltungsrats der Bibliothèque nationale de France.

## Werke
La Triomphante. Des Équateurs, 2015.

## Auszeichnungen
- 2016: Prix Méditerranée
- 2016: Enrico-Filippini-Preis